# Таррадас
Таррадас (кат. Terrades) - муніципалітет, розташований в Автономній області Каталонія, в Іспанії. Знаходиться у районі (кумарці) Ал Ампурда провінції Жирона, згідно з новою адміністративною реформою перебуватиме у складі Баґарії (округи) Жирона.

## Населення
Населення міста (у 2007 р.) становить 266 осіб (з них менше 14 років - 12,8%, від 15 до 64 - 66,2%, понад 65 років - 21,1%). У 2006 р. народжуваність склала 2 особи, смертність - 2 особи, зареєстровано 1 шлюб. У 2001 р. активне населення становило 88 осіб, з них безробітних - 2 особи.

Серед осіб, які проживали на території міста у 2001 р., 177 народилися в Каталонії (з них 142 особи у тому самому районі, або кумарці), 16 осіб приїхало з інших областей Іспанії, а 17 осіб приїхало з-за кордону. 

Університетську освіту має 10,1% усього населення. 

У 2001 р. нараховувалося 82 домогосподарства (з них 32,9% складалися з однієї особи, 23,2% з двох осіб,14,6% з 3 осіб, 23,2% з 4 осіб, 0% з 5 осіб, 3,7% з 6 осіб, 1,2% з 7 осіб, 1,2% з 8 осіб і 0% з 9 і більше осіб).

Активне населення міста у 2001 р. працювало у таких сферах діяльності : у сільському господарстві - 18,6%, у промисловості - 12,8%, на будівництві - 12,8% і у сфері обслуговування - 55,8%. 

 У муніципалітеті або у власному районі (кумарці) працює 36 осіб, поза районом - 55 осіб.

### Безробіття
У 2007 р. нараховувалося 3 безробітних (у 2006 р. - 3 безробітних), з них чоловіки становили 100%, а жінки - 0%.

## Економіка

### Підприємства міста

#### Промислові підприємства
| \| Промислові підприємства міста, за сферою діяльності \| Промислові підприємства міста, за сферою діяльності \| Промислові підприємства міста, за сферою діяльності \| \| Рік \| 2002 р. \| 2001 р. \| \| --------------------------------------------------- \| --------------------------------------------------- \| --------------------------------------------------- \| \| Енергетичні та водні ресурси \| 50% \| 100% \| \| Хімія та метали \| 0% \| 0% \| \| Переробка металів \| 0% \| 0% \| \| Продукти харчування \| 50% \| 0% \| \| Текстиль \| 0% \| 0% \| \| Виробництво меблів, видання \| 0% \| 0% \| \| Інше \| 0% \| 0% \| \| Усього підприємств \| 2 \| 1 \| |         |         |
| Промислові підприємства міста, за сферою діяльності |         |         |
| Рік | 2002 р. | 2001 р. |
| Енергетичні та водні ресурси | 50%     | 100%    |
| Хімія та метали | 0%      | 0%      |
| Переробка металів | 0%      | 0%      |
| Продукти харчування | 50%     | 0%      |
| Текстиль | 0%      | 0%      |
| Виробництво меблів, видання | 0%      | 0%      |
| Інше | 0%      | 0%      |
| Усього підприємств | 2       | 1       |

#### Роздрібна торгівля
| \| Підприємства роздрібної торгівлі міста, за сферою діяльності \| Підприємства роздрібної торгівлі міста, за сферою діяльності \| Підприємства роздрібної торгівлі міста, за сферою діяльності \| \| Рік \| 2002 р. \| 2001 р. \| \| ------------------------------------------------------------ \| ------------------------------------------------------------ \| ------------------------------------------------------------ \| \| Продукти харчування \| 50% \| 60% \| \| Одяг та взуття \| 0% \| 0% \| \| Товари для дому \| 16,7% \| 20% \| \| Книги та періодичні видання \| 0% \| 0% \| \| Промислова хімічна продукція \| 0% \| 0% \| \| Продукція, пов'язана з транспортними засобами \| 0% \| 0% \| \| Інше \| 33,3% \| 20% \| \| Усього підприємств \| 6 \| 5 \| |         |         |
| Підприємства роздрібної торгівлі міста, за сферою діяльності |         |         |
| Рік | 2002 р. | 2001 р. |
| Продукти харчування | 50%     | 60%     |
| Одяг та взуття | 0%      | 0%      |
| Товари для дому | 16,7%   | 20%     |
| Книги та періодичні видання | 0%      | 0%      |
| Промислова хімічна продукція | 0%      | 0%      |
| Продукція, пов'язана з транспортними засобами | 0%      | 0%      |
| Інше | 33,3%   | 20%     |
| Усього підприємств | 6       | 5       |

#### Сфера послуг
| \| Підприємства міста, що працюють у сфері послуг, за діяльністю \| Підприємства міста, що працюють у сфері послуг, за діяльністю \| Підприємства міста, що працюють у сфері послуг, за діяльністю \| \| Рік \| 2002 р. \| 2001 р. \| \| ------------------------------------------------------------- \| ------------------------------------------------------------- \| ------------------------------------------------------------- \| \| Гуртова торгівля \| 0% \| 11,1% \| \| Готелі та готельний бізнес \| 33,3% \| 44,4% \| \| Транспорт та зв'язок \| 33,3% \| 11,1% \| \| Посередницькі фінансові послуги \| 0% \| 0% \| \| Послуги підприємствам \| 16,7% \| 11,1% \| \| Послуги фізичним особам \| 16,7% \| 22,2% \| \| Нерухомість та ін. \| 0% \| 0% \| \| Усього підприємств \| 6 \| 9 \| |         |         |
| Підприємства міста, що працюють у сфері послуг, за діяльністю |         |         |
| Рік | 2002 р. | 2001 р. |
| Гуртова торгівля | 0%      | 11,1%   |
| Готелі та готельний бізнес | 33,3%   | 44,4%   |
| Транспорт та зв'язок | 33,3%   | 11,1%   |
| Посередницькі фінансові послуги | 0%      | 0%      |
| Послуги підприємствам | 16,7%   | 11,1%   |
| Послуги фізичним особам | 16,7%   | 22,2%   |
| Нерухомість та ін. | 0%      | 0%      |
| Усього підприємств | 6       | 9       |

## Житловий фонд
У 2001 р. 6,1% усіх родин (домогосподарств) мали житло метражем до 59 м², 24,4% - від 60 до 89 м², 29,3% - від 90 до 119 м² і
40,2% - понад 120 м².

З усіх будівель у 2001 р. 27,9% було одноповерховими, 52,7% - двоповерховими, 19,4
% - триповерховими, 0% - чотириповерховими, 0% - п'ятиповерховими, 0% - шестиповерховими,
0% - семиповерховими, 0% - з вісьмома та більше поверхами.

## Автопарк
| \| Автомобілі, зареєстровані у місті, за призначенням \| Автомобілі, зареєстровані у місті, за призначенням \| Автомобілі, зареєстровані у місті, за призначенням \| \| Рік \| 2006 р. \| 2005 р. \| \| -------------------------------------------------- \| -------------------------------------------------- \| -------------------------------------------------- \| \| Приватні автомобілі \| 60,2% \| 63,2% \| \| Мотоцикли \| 6% \| 3,8% \| \| Вантажівки \| 29,4% \| 30,2% \| \| Трактори \| 0% \| 0% \| \| Автобуси та ін. \| 4,5% \| 2,7% \| \| Усього автомобілів \| 201 шт. \| 182 шт. \| |         |         |
| Автомобілі, зареєстровані у місті, за призначенням |         |         |
| Рік | 2006 р. | 2005 р. |
| Приватні автомобілі | 60,2%   | 63,2%   |
| Мотоцикли | 6%      | 3,8%    |
| Вантажівки | 29,4%   | 30,2%   |
| Трактори | 0%      | 0%      |
| Автобуси та ін. | 4,5%    | 2,7%    |
| Усього автомобілів | 201 шт. | 182 шт. |

## Вживання каталанської мови
У 2001 р. каталанську мову у місті розуміли 97,6% усього населення (у 1996 р. - 99,5%), вміли говорити нею 94,2% (у 1996 р. - 
95,3%), вміли читати 93,2% (у 1996 р. - 85,3%), вміли писати 59,7
% (у 1996 р. - 51,3%). Не розуміли каталанської мови 2,4%.

## Політичні уподобання
У виборах до Парламенту Каталонії у 2006 р. взяло участь 124 особи (у 2003 р. - 134 особи). Голоси за політичні сили розподілилися таким чином:
| \| Вибори до Парламенту Каталонії \| Вибори до Парламенту Каталонії \| Вибори до Парламенту Каталонії \| \| Рік \| 2006 р. \| 2003 р. \| \| -------------------------------------- \| ------------------------------ \| ------------------------------ \| \| Конвергенція та Єднання (CiU) \| 39,5% \| 44,8% \| \| Соціалістична партія Каталонії (PSC) \| 13,7% \| 9,7% \| \| Народна партія (PP) \| 7,3% \| 11,9% \| \| Ініціатива за зелену Каталонію (IC) \| 8,9% \| 6,7% \| \| Республіканська лівиця Каталонії (ERC) \| 28,2% \| 23,9% \| \| Громадянська партія (C's) \| 0,8% \| 0% \| \| Інші \| 1,6% \| 3% \| |         |         |
| Вибори до Парламенту Каталонії |         |         |
| Рік | 2006 р. | 2003 р. |
| Конвергенція та Єднання (CiU) | 39,5%   | 44,8%   |
| Соціалістична партія Каталонії (PSC) | 13,7%   | 9,7%    |
| Народна партія (PP) | 7,3%    | 11,9%   |
| Ініціатива за зелену Каталонію (IC) | 8,9%    | 6,7%    |
| Республіканська лівиця Каталонії (ERC) | 28,2%   | 23,9%   |
| Громадянська партія (C's) | 0,8%    | 0%      |
| Інші | 1,6%    | 3%      |